# ORS 4
ORS 4 (Octahedron Research Satellite 4 ou Octahedral Research Satellite 4), também denominado de ERS 18, foi um satélite artificial estadunidense lançado em 28 de abril de 1967 por meio de um foguete Titan IIIC a partir da Estação da Força Aérea de Cabo Canaveral.

## Características
O ORS 4 foi um dos membros de sucesso da família de satélites ERS (Environmental Research Satellites), pequenos satélites lançados como carga secundária junto com satélites maiores para fazer testes de tecnologia e estudos do ambiente espacial.
Os objetivos principais do ORS 4 eram:
- obter o espectro do fundo de raios gama em energias entre 0,25 e 6 MeV.
- monitorar o fluxo de raios X solares na faixa de 1 a 14 angstrom e energias da ordem de 25 keV.
- fazer medições de fundo para um protótipo de detector de raios gama provenientes de explosões nucleares.
- medir as partículas carregadas dentro da magnetosfera a energia entre 40 e 400 keV para os elétrons, entre 0,38 e 25 MeV para os prótons e entre 2,6 e 6 MeV para partículas alfa.

O satélite tinha forma de octaedro com uma distância de 29,3 cm entre cada lado triangular era estabilizado por rotação  de 6 rpm. Cada uma das oito facetas triangulares estava recoberta por 102 células solares que em conjunto produziam uma potência total de 4 watts. A bordo havia três tubos Geiger, um contador de plástico de centeleo, um detector de silício, um detector de barreira de superfície, um detector de iodeto de sódio blindado e um detector de iodeto de sódio cercado por plástico de centeleo. A temperatura do satélite era regulado passivamente e a posição do satélite em relação ao Sol determinava através de um sensor solar a bordo. O satélite parou de transmitir em 3 de junho de 1968 pelo desligamento do transmissor através de um contador pré-programadas. O ORS 4 foi injetado em uma órbita inicial de 111.553 km de apogeu e 8631 km de perigeu, com uma inclinação orbital de 32,9 graus e um período de 2840 minutos.

## Instrumentos
O experimento de detecção de raios gama foi formado por dois sistemas: o sistema principal (que detectava radiação gama no intervalo entre 0,25 e 6 MeV) consistia em um cristal de iodeto de sódio de 7,62 cm de diâmetro e 6,35 cm de longo cercado por quase todos os lados por um contador de plástico de centeleo de 1 cm de espessura; o sistema secundário usado como protótipo para determinar a fatibilidade do uso de um cristal de iodeto de sódio totalmente blindado para detectar raios gama retardados provenientes de explosões nucleares no espaço.